# Partido de Centro (Islandia)
El Partido de Centro (en islandés: Miðflokkurinn) es un partido político islandés, establecido en septiembre de 2017. Se separó del Partido Progresista debido a disputas de liderazgo, cuando dos facciones disidentes decidieron unirse como un nuevo partido antes de las elecciones parlamentarias de 2017, en las que obtuvo un 10,9% de los votos y 7 escaños en el Alþingi. Ha sido calificado de "populista".  Su líder fundador es el ex Primer Ministro de Islandia Sigmundur Davíð Gunnlaugsson.

## Resultados electorales
| Año  | Votos       | %    | Escaños | +/- | Gobierno  |
| ---- | ----------- | ---- | ------- | --- | --------- |
| 2017 | 21.335 (#4) | 10,9 | 7/63    |     | Oposición |
| 2021 | 10.879 (#8) | 5,4  | 3/63    | 4   | Oposición |
| 2024 | 25.700 (#5) | 12,1 | 8/63    | 5   | Oposición |